# Powerstrike
Powerstrike är en träningsform från USA som grundades 1995 av Ilaria Montagnani och Patricia Moreno.
Powerstrike är en kampsportsinspirerad träning anpassad för gruppträning i fintnessbranschen.
I Sverige lanserades konceptet av Maria Linghult.